# Црква Светог пророка Илије у Сремској Каменици
Црква Светог пророка Илије у Сремској Каменици припада Епархији сремској Српске православне цркве.
Црква посвећена Светом пророку Илији подигнута је 2011. године, а изнад улаза је плоча на којој се архитекта Милош Медић наводи као ктитор.